# Gare de Hunspach
La gare de Hunspach est une gare ferroviaire française de la ligne de Vendenheim à Wissembourg, située sur le territoire de la commune de Hunspach, dans la collectivité européenne d'Alsace, en région Grand Est.
Elle est mise en service en 1855 par la Compagnie des chemins de fer de l'Est (Est).
Jusqu'à fin 2022, elle était une halte voyageurs de la Société nationale des chemins de fer français (SNCF) du réseau TER Grand Est, desservie par des trains express régionaux.

## Situation ferroviaire
Établie à 149 mètres d'altitude, la gare de Hunspach est située au point kilométrique (PK) 48,950 de la ligne de Vendenheim à Wissembourg (section à voie unique), entre les gares de Hoffen et de Riedseltz.

## Histoire
La station de Hunspach est mise en service le 23 octobre 1855 par la Compagnie des chemins de fer de l'Est (Est), lorsqu'elle ouvre à l'exploitation second section, de Haguenau à Wissembourg, de son chemin de fer de Strasbourg à Wissembourg.
En 2014, c'est une gare voyageur d'intérêt local (catégorie C : moins de 100 000 voyageurs par an de 2010 à 2011), qui dispose d'un quai (section à voie unique) et un abri.

## Service des voyageurs

### Accueil
Halte SNCF, c'est un point d'arrêt non géré (PANG) à accès libre. Elle dispose d'un quai avec un abri.

### Desserte
Hunspach était une halte voyageurs du réseau TER Grand Est, desservie par des trains express régionaux la relation Strasbourg - Wissembourg (ligne 34). Depuis le 11 décembre 2022, plus aucun train ne s'arrête à Hunspach.

### Intermodalité
Un parc pour les vélos et un parking pour les véhicules y sont aménagés.